# Capitella gracilis
Capitella gracilis är en ringmaskart som först beskrevs av Addison Emery Verrill 1880.  Capitella gracilis ingår i släktet Capitella och familjen Capitellidae. Inga underarter finns listade i Catalogue of Life.